# Талдыбулак (Улытауская область)
Талдыбулак (каз. Талдыбулак, до 2016 г. — Ленино) — село в Жанааркинском районе Улытауской области Казахстана. Входит в состав Байдалы бийского сельского округа. Код КАТО — 354449200.

## Население
В 1999 году население села составляло 702 человека (386 мужчин и 316 женщин). По данным переписи 2009 года, в селе проживало 714 человек (384 мужчины и 330 женщин).